# 日本保健師活動研究会
日本保健師活動研究会（にほんほけんしかつどうけんきゅうかい）は、2001年5月に発足した「保健師活動事例の共有・分析および多分野との意見交流を通じて、保健師活動の継承と、保健師固有の機能を明確にし、保健師活動の進歩発展と会員相互の研鑽を図り、もって公衆衛生の向上に資することを目的」とする自主団体。

## 関連団体
全国保健師長会、全国保健師教育機関協議会などとともに、日本保健師連絡協議会を構成している。

## 外部サイト
- 公式サイト